# Данієль Алкідес Карріон
Даніє́ль Алкі́дес Карріо́н (ісп. Daniel Alcides Carrión García; 8 грудня 1857, Серро-де-Паско, Перу — 5 жовтня 1885, Ліма) — перуанський студент-медик, який здійснив героїчний дослід самозараження, внаслідок чого ціною свого життя встановив етіологію гострої форми системного бартонельозу, яку в подальшому назвали хворобою Карріона. Є національним героєм Перу.

## Біографія

### Ранні роки
Народився у місті Серро-де-Паско від позашлюбних відносин між Бальтазаром Карріоном де Торресом (роки життя — 1814—1886), багатим адвокатом, емігрантом з Еквадору, який був метисом з великою часткою європеоїдної раси, через що виглядав білошкірим, та місцевою індіанкою Долорес Гарсіа, дочкою шукача срібла. Батько офіційно не визнав сина, і тому Данієля спочатку виховувала його мати-одиночка, а багато років проходили у певній бідності. Вітчим Данієля також працював на срібній шахті.

### Освіта
Вочевидь батько давав деякі кошти на сина, адже Карріон спочатку навчався в муніципальній школі, але після трагічної загибелі батька, який випадково застрелився під час поїздки верхом на коні, Данієль у 8-річному віці був змушений покинути школу і переїхати до родичів матері в місто Тарма, де жив протягом 6 років, доглядаючи за ними і, напевно, продовжуючи навчання в школі. У 14-річному віці Данієль переїхав до Ліми, де з другої спроби поступив до Національної школи Богоматері Гваделупської, навчаючись там протягом 1873—1878 років. Він успішно закінчив її отримавши ступінь бакалавра.
Карріон почав вивчати медицину в 1878 році на медичному факультеті Національного університету Сан-Маркос. У своєму рідному місті його зовнішність та походження не викликала проблем, але тут у Лімі він зіштовхнувся з расовою дискримінацією, адже його зовнішність індіанця, відповідний акцент та проблеми вимови при вивченні інших мов спричинила злу реакцію з боку багатьох студентів і викладачів, які мали риси європеоїдів і відповідну більш ґрунтовну класичну освіту до університету. На час його навчання припала величезна криза в Перу, яка була зчинена війною між його рідною країною та Чилі. Карріон взяв участь у кровопролитній битві при Мірафлорес, надавав пораненим допомогу, працював у багатьох лікарнях Ліми, куди звозили поранених, отримав великий медичний досвід. Поразка перуанських військ призвела до захоплення Ліми чилійськими військами, встановлення жорсткого окупаційного режиму, що зчинило відтік значної кількості викладачів з міста, а ті, що залишилися, не отримували зарплатню за свою роботу. Багато університетських приміщень було перетворено на казарми та стайні, студенти були змушені вчитися у непридатних для цього приміщеннях, носити з дому столи та стільці.
Саме у цей період з Європи надійшла інформація про початок наукового вивчення інфекційних хвороб, при відкриття збудників. Це захопило Данієля, який хотів вивчати бактеріологію та інфекційні хвороби, знайти нові бактерії в Перу.

### Спалах невідомої хвороби та початок її досліджень
У 1870 році відбулася серйозна епідемія на будівництві залізниці між портом Кальяо, який відноситься до Ліми, і містом Ла-Ороя, яке розташовано у високогірному Андському районі Уаялі регіону Хунін, за 176 кілометрів на північний схід від Ліми. Захворювання, що характеризувалося гарячкою, швидко прогресуючою гемолітичною анемією і високим рівнем летальності, загинули тисячі людей, в основному серед робітників, набраних в інших регіонах. Лікарі ніколи не бачили нічого подібного раніше. Хворобу назвали гарячкою Ороя.
Данієль охоче взяв участь у конкурсі на вивчення проблеми так званої перуанської бородавки, хвороби, яка була поширена у гірських районах з прадавніх часів. Було виявлено, що кількість хворих на цю бородавку значно збільшилась після епідемії гарячки Ороя. З 1881 року Данієль провів численні дослідження цих хворих, в тому числі й в лікарні Дос-де-Майо. Стало зрозумілим, що перуанська бородавка є ендемічною, але причина її безсумнівно інфекційна, але на той момент не прояснена. Що можливо збудник проникає в кров та нищить еритроцити. Карріон прискіпливо і ґрунтовно описав у монографії клінічну картину гарячки Ороя, виділив її періоди клінічного перебігу, зазначив, що її останнім періодом часто є перуанська бородавка. Він висунув гіпотезу, що це є хронічною формою хвороби. Аби це доказати Карріон вирішив поставити експеримент на собі.

### Дослід самозараження
27 серпня 1885 Карріон від 14-річного хлопчика, якого збиралися виписати з лікарні, взяв кров з бородавки в ділянці брів. Керівник медичної клініки доктор Леонардо Віллар був проти цього, але Карріон наполіг на проведенні експерименту. Доктор клініки Еварісто Чавес щоб допомогти Карріону, аби той сам не поранився занадто, ланцетом зробив чотири надрізи, по два на кожній з рук Карріона. Туди втерли кров, яку було отримано від хворого хлопчика. У відповідності зі своїми планами Карріон зробив докладні записи про щеплення і вів щоденник про перебіг дослідження. Його записки 1886 року були опубліковані.
Перші ознаки хвороби у вигляді гарячки Ороя він відчув 17 вересня 1885, з того часу він перебував у будинку своєї хрещеної матері. 19 вересня в нього вже з'явилися розгорнуті прояви, схожі на такі при гарячці Ороя. 22 вересня з'явилась характерна для хвороби гемолітична анемія, з великим напруженням Карріон продовжував все-таки вести свої спостереження, відмічати прояви та записувати їх до щоденника.
26 вересня стан настільки погіршився, що через тяжку слабкість він вже не міг вести власні нотатки, які були продовжені його друзями-студентами Казимиру Медіна, Енріке Местанса, Маріано Алседаном, Мануєлем Монтеро і Рікардо Міранда. З ліжка він передавав їм свої відчуття, а вони це записували. Тоді Карріон написав: 
| З сьогоднішнього дня я буду лише спостерігати за діями моїх товаришів по команді, тому що зі свого боку, зізнаюся, мені було б важко записувати. |
У ніч на 30 вересня він проказав: 
| Так що в мене гарячка Ороя, яка вбила нашого друга Оруелу, але краще не думати про це, дайте викурити сигару. |
2 жовтня він промовив: 
| ...мій стан - ось відчутний доказ того, що гарячка Ороя і (перуанська) бородавка, одного й того ж походження... |
Стан швидко погіршувався незважаючи на лікування, яке призначив консиліум лікарів, і 5 жовтня він впав у кому та помер від хвороби.
Надалі багато викладачів заявили, що вони не підтримували цей сумний експеримент, але нічого не було зроблено, аби його не відбулося. Навпаки деякі викладачі були на початку експерименту в захваті від того, що може буде щось значне відкрито в Перу, тому що на той момент країна була у великому занепаді.

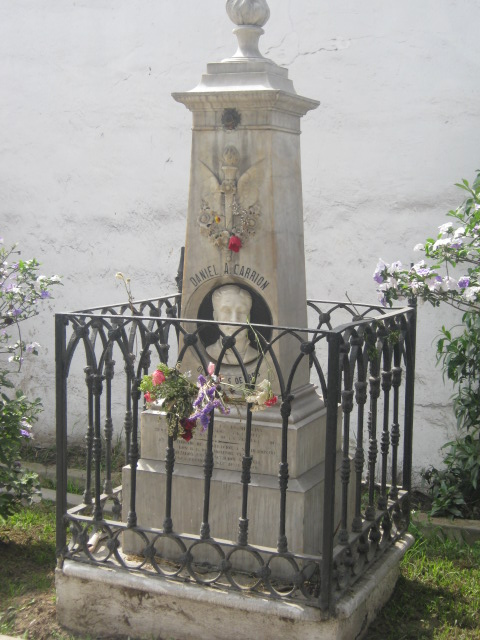
Надгробок на могилі Данієля Карріона в мавзолеї на території Національної лікарні Дос-де-Майо в Лімі.

### Наслідки експерименту
Таким трагічним чином Карріон довів, що гарячка Ороя і перуанська бородавка є двома формами однієї трансмісивної хвороби, якій історично в подальшому надали його ім'я
У 1909 році Альберто Бартон знайшов збудника хвороби в еритроцитах хворих. Мікроорганізм в подальшому було названо Bartonella bacilliformis. Культивуючи Bartonella bacilliformis від хворих на гарячку Ороя і на перуанську бородавку протягом 1926—1927 років японський бактеріолог Хідейо Ногучі (роки життя — 1876—1928) продемонстрував їхню повну тотожність.
Ім'я Карріона стало не тільки символом перуанського народу, а й латиноамериканської і всесвітньої медицини, яке згадують у всіх основних підручниках з інфекційних хвороб, тропічної медицини та історії медицини.
Детальніші відомості з цієї теми ви можете знайти в статті Системний бартонельоз.

## Пам'ять
- Національний університет (ісп. La Universidad Nacional Daniel Alcides Carrión) і освітню установу (ісп. La Institución Educativa Emblemática «Daniel Alcides Carrión») в Серро-де-Паско назвали на честь Карріона.
- Найменша за розмірами провінція у регіоні Паско названа на честь Карріона (ісп. La provincia de Daniel Alcides Carrión).
- Вищий публічний технологічний інститут (ісп. El Instituto Superior Tecnológico Público Daniel Alcides Carrión) цієї провінції носить ім'я Карріона.
- У Перу є інститут здоров'я, який носить ім'я Карріона (ісп. Instituto de Salud Daniel Alcides Carrión).
- Факультет медицини людини «Данієль Алкідес Карріон» (ісп. Facultad de Medicina Humana «Daniel Alcides Carrión») є в місті Іка.
- Госпіталь у Дель-Кальяо (ісп. El Hospital Daniel Alcides Carrión) теж носить його ім'я.
- На честь Карріона було названо футбольний стадіон у Серро-де-Паско (ісп. El Estadio Daniel Alcides Carrión).
- У Перу відзначають щорічно день перуанської національної медицини 5 жовтня, коли 1885 року він помер від хвороби.